# Basegi
I Basegi (in lingua russa: Басеги), sono una delle catene montuose che fanno parte degli Urali centrali. Sono situati nella parte orientale del Territorio di Perm', tra i rajon (distretti) di Gremjachinskj e Gornozavodskj.

## Caratteristiche
La catena montuosa si estende in direzione sud per una lunghezza di circa 32 km; la larghezza massima è raggiunta nella parte centrale dove arriva a circa 5 km. La vetta più elevata è il Baseg centrale, un monte dalla forma a cupola alto 995 metri. Poco a nord dei Basegi si innalza il monte Osljanka, la cima più elevata degli Urali centrali.
La catena montuosa è delimitata a nord dal corso del fiume Us'va, mentre a sud dal corso del suo affluente Vilva, entrambi facenti parte del bacino del fiume Kama, un affluente di sinistra del Volga. Dalle pendici dei monti Basegi scendono numerosi corsi d'acqua che sono tutti tributari di uno dei due fiumi principali.
Dal punto di vista mineralogico, i monti Basegi sono composti di quarziti micacee, fillade e altre rocce metamorfiche risalenti all'Ordoviciano.
Le pendici sono ricoperte di foreste di taiga (abete rosso e abete bianco), foreste subalpine e tundra sulle parti più elevate.
Il 1º ottobre 1982, sulle pendici della catena montuosa è stata istituita la Riserva naturale dei Basegi.

## Etimologia
L'origine del nome Basegi non è nota con certezza. Potrebbe derivare dalla parola baseg, a sua volta derivata da basok che in lingua permica significa bello. Seconda altre versioni la parola baseg sarebbe una composizione tra bas (bello) e eg (fiume).